# Регіональна адміністрація крі
Регіональна адміністрація крі (також автономна область крі; фр. Administration régionale crie; крі: Eeyou Tapayatachesoo; Iyyu-Isci) — один з трьох районів регіону Північ Квебеку, провінція Квебек, Канада. Територіальна автономія надана в 2007 р. До цього крі мали лише раду старійшин (з 1978 р) Складається з 4 ексклавів, оточених територією регіону Жамезі, та 5 напівексклавів, що виходять до берегів заток Джеймса і Гудзона (1 з них оточений територією автон. регіону Нунавік). Населення: 16,357 осіб, офіційні мови — крі (рідна для 99 % населення), французька та англійська. Столиця — Немаска, представництва в містах Монреаль і Оттава.

## Великі вожді
- Метью Кун Коум 2009 — по теперішній час
- Метью Мукаша, 2005—2009
- Біллі Даймонд, 1974—1984